# 遠州三山
遠州三山（えんしゅうさんざん）は、静岡県袋井市にある3つの寺院のこと。旧遠江国（遠州）の三古刹を意味する。
法多山尊永寺 （高野山真言宗）
静岡県袋井市にある高野山真言宗別格本山の寺院。寺号の「尊永寺」よりも山号の「法多山」の名で広く知られている。本尊は聖観音（正観世音菩薩、厄除観世音）。厄除け観音として知られ、厄除だんごが名物となっている。
萬松山可睡斎 （曹洞宗）
静岡県袋井市久能にある曹洞宗の仏教寺院。山号は萬松山（ばんしょうざん）。本尊は聖観音（しょうかんのん）。寺紋は丸に三つ葵である。江戸時代には「東海大僧録」として三河国、遠江国、駿河国、伊豆国の曹洞宗寺院を支配下に収め、関三刹と同等の権威を持った。
医王山油山寺 （真言宗智山派）
静岡県袋井市村松にある真言宗智山派の寺院。遠州三山の1つ。山号は医王山。本尊は薬師如来。紅葉の名所として知られる。

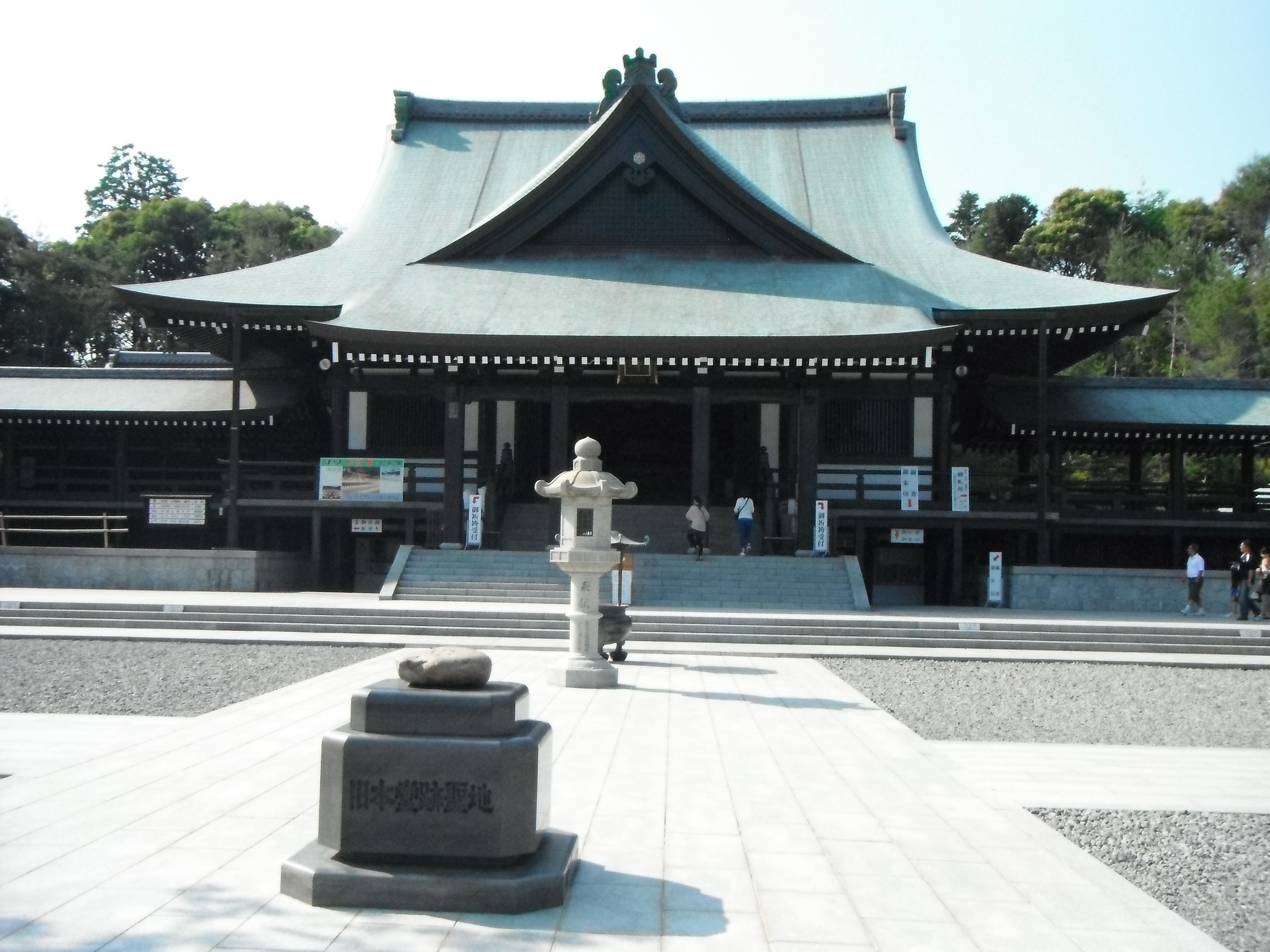
法多山尊永寺
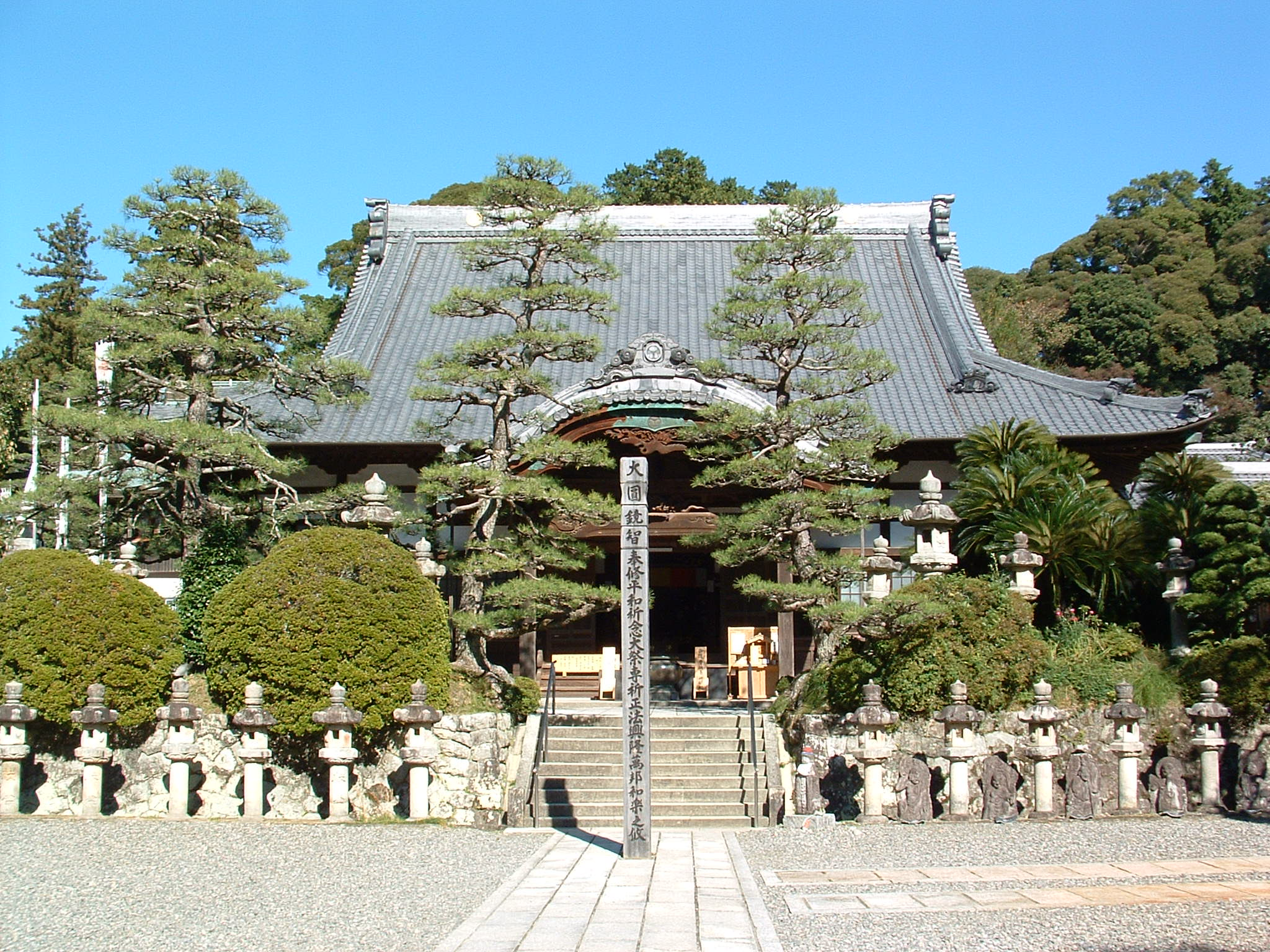
萬松山可睡斎
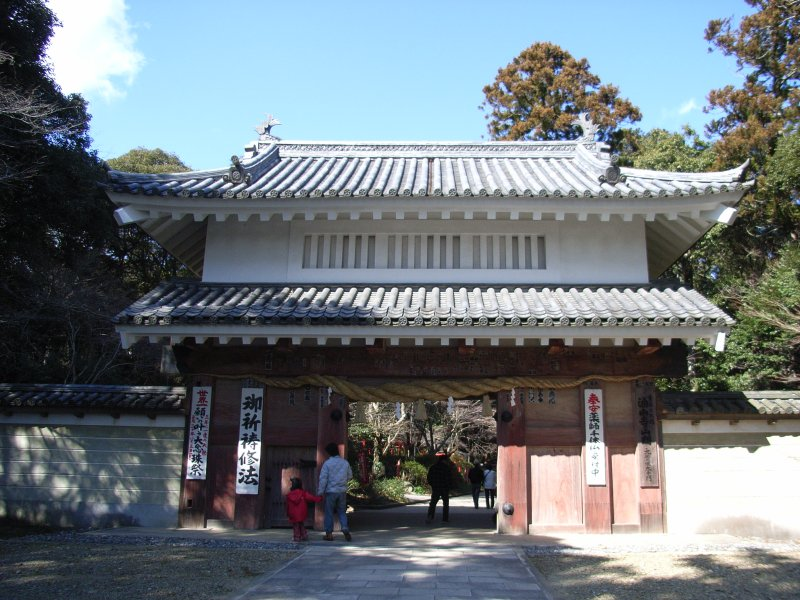
医王山油山寺